# اینتف سوم
اینتِف سوم چهارمین فرعون دودمان یازدهم در مصر باستان است. 

## خانواده
اینتف سوم پسر اینتف دوم است. نام همسر اصلی او یاح بوده و منتوحتپ دوم را از این همسر دارد.

## دوران
به دلیل دوران طولانی فرمانروایی پدرش، به نظر می‌رسد که او در سن پیری به تخت نشسته باشد. بر طبق فهرست پادشاهان تورین، او تنها برای ۸ سال پادشاهی کرد. درباره اوضاع سیاسی حکومت او اطلاعات چندانی در دست نیست، با این حال مشخص است که او توانست قلمروهایی که توسط پدرش گرفته شده بودند و تا نوم هفدهم مصر می‌رسیدند را به خوبی نگه دارد. او در صَف البَرقَعه به خاک سپرده شده است.